# Bellegarde-du-Razès

Bellegarde-du-Razès este o comună în departamentul Aude din sudul Franței. În 1 ianuarie 2022 avea o populație de 252 de locuitori.